# Thunbergia celebica
Thunbergia celebica är en akantusväxtart som beskrevs av Cornelis Eliza Bertus Bremekamp. Thunbergia celebica ingår i släktet thunbergior, och familjen akantusväxter. Inga underarter finns listade i Catalogue of Life.